# Louis Bréchard
Louis Bréchard, parfois surnommé Papa Bréchard, né le 21 mars 1904 à Chamelet et mort le 18 septembre 2000 à Chamelet, est un homme politique français. Il est député de la 10e circonscription du Rhône entre 1958 et 1962 sous l'étiquette des Indépendants et paysans d'action sociale.

## Biographie

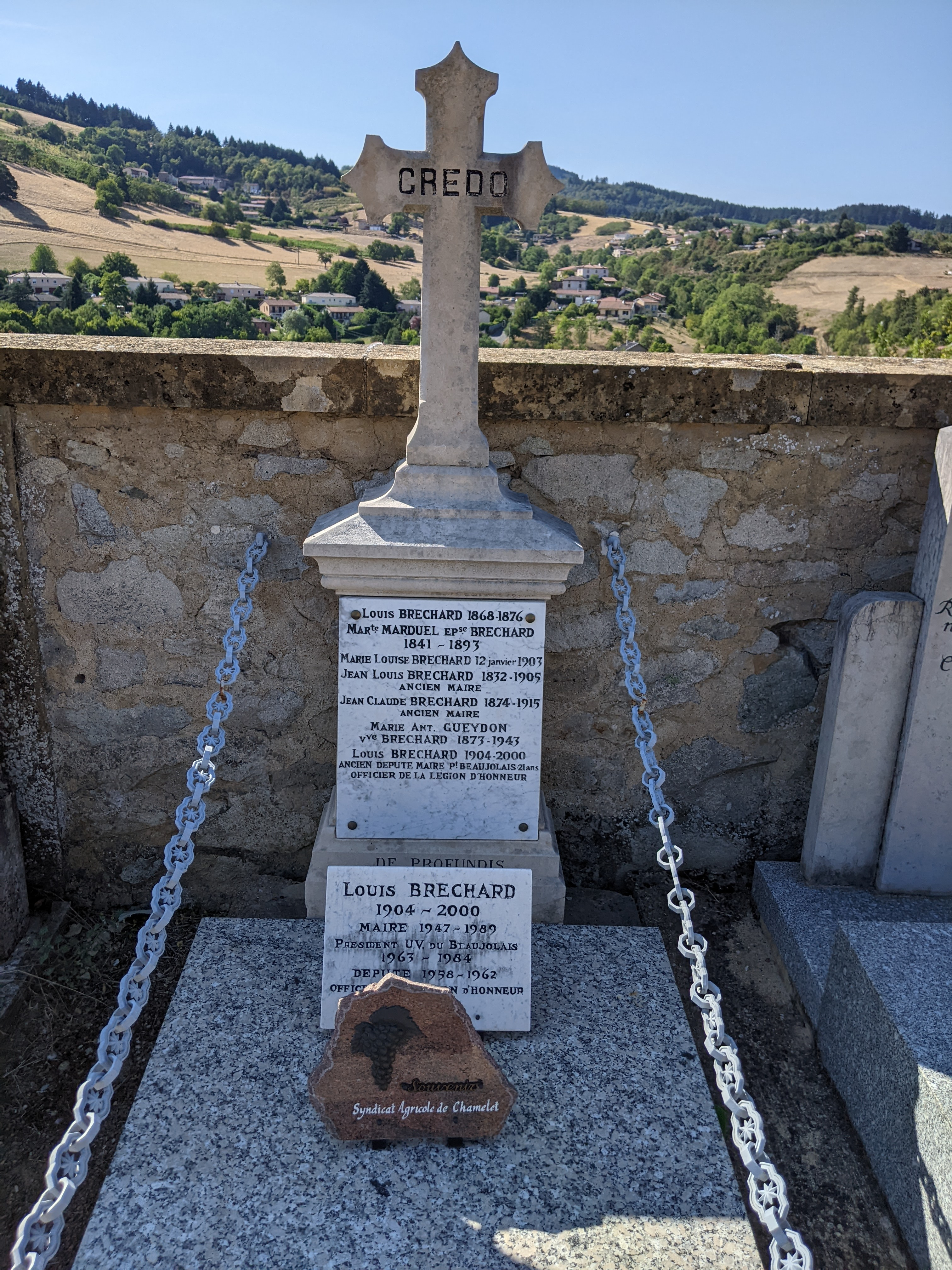
Tombe de Louis Bréchard.

Louis Bréchard est élu maire de Chamelet, où il est né et où il tient l'exploitation viticole « la Grenouillère », lors des élections de 1945, juste après la Seconde Guerre mondiale. Il le sera jusqu'en 1989, date à laquelle son fils Charles lui succède.
En 1958, il se présente aux élections législatives dans la 10e circonscription du Rhône pour représenter les Indépendants et paysans d'action sociale. Il est élu pour la Ire législature.
Il est une figure importante du syndicalisme vigneron du Beaujolais. Il préside notamment l'Union viticole beaujolaise pendant 20 ans. Il est considéré par certains comme l'un des pères du Beaujolais nouveau,.
Il est fait officier de la légion d'Honneur en 1985.

## Postérité
La section de la route départementale 385 qui traverse le bourg de Chamelet porte son nom, ainsi qu'un concours des vins du Beaujolais.